# Полижинакс
Полижина́кс (Polygynax) — комбинированный противомикробный и противогрибковый препарат для местного применения в гинекологии.

## Фармакологическое действие
- Оказывает бактерицидное действие. Активен в отношении грамположительных микроорганизмов: Staphylococcus aureus, Corynebacterium spp., Enterococcus faecium; грамотрицательных микроорганизмов: Enterobacter aerogenes, Escherichia coli, Haemophilus influenzae, Proteus vulgaris, Klebsiella pneumoniae, Mycobacterium tuberculosis, Pseudomonas aeruginosa, Ureaplasma urealyticum.
- Оказывает фунгицидное действие на патогенные грибы, особенно дрожжеподобные грибы рода Candida albicans, Cryptococcus, Hystoplasma.
- Улучшает трофические процессы в слизистой оболочке влагалища.

## Состав на одну капсулу
| Компонент             | Содержание           |
| --------------------- | -------------------- |
| неомицина сульфат     | 35 000 МЕ (51,4 мг)  |
| полимиксина B сульфат | 35 000 МЕ (4,6 мг)   |
| нистатин              | 100 000 ЕД (17,7 мг) |

Прочие ингредиенты: гидрогенизированное соевое масло, Тефоз 63, диметикон 1000.
Состав оболочки: желатин, глицерол, диметикон 1000, вода очищенная.

## Форма выпуска
Мягкие вагинальные таблетки (капсулы) овальной формы светло-жёлтого цвета. Цвет содержимого может быть от жёлтого до коричневого.

## Показания к применению
Лечение инфекционно-воспалительных заболеваний, вызванных чувствительными микроорганизмами:
- неспецифические вагиниты;
- грибковые вагиниты;
- смешанные вагиниты;
- вульвовагиниты;
- цервиковагиниты.

Профилактика инфекционно-воспалительных заболеваний:
- перед хирургическим вмешательством в области половых органов;
- до и после диатермокоагуляции шейки матки;
- перед внутриматочными диагностическими процедурами;
- перед родами.

## Противопоказания
Аллергическая реакция или индивидуальная непереносимость любого компонента препарата.
В России препарат не запрещён при беременности. Однако Всемирная организация здравоохранения и Департамент за контролем безопасности лекарственных средств[неизвестный термин] не рекомендуют применять его при беременности из-за большого количества вредных воздействий на плод. Следует избегать применения препарата в период грудного вскармливания.